# Strada Statale 41 di Val Monastero
Die Strada Statale 41 di Val Monastero (SS 41) ist eine italienische Staatsstraße, die 1928 festgelegt wurde. Sie nimmt an der SS 40 in Schluderns im Vinschgau bzw. oberen Etschtal ihren Anfang und durchquert zunächst Glurns. Anschließend schwenkt sie ins Münstertal, wo sie an der italienisch-schweizerischen Grenze endet und sich die Hauptstrasse 28 über den Ofenpass anschließt. Sie geht zurück auf die 1923 festgelegte Strada nazionale 27. Ihre Länge beträgt 12 Kilometer. Wegen ihrer Führung ins Münstertal erhielt die SS 41 den namentlichen Titel di Val Monastero.